# Kasteel van Auzers
Het Kasteel van Auzers (Frans: Château d'Auzers) is een kasteel in de Franse gemeente Auzers. Het kasteel is een beschermd historisch monument sinds 1983. Het kasteel werd gebouwd in de 14de eeuw, maar heropgebouwd in het begin van de 16de eeuw.